# Giulio Antonio Averoldi

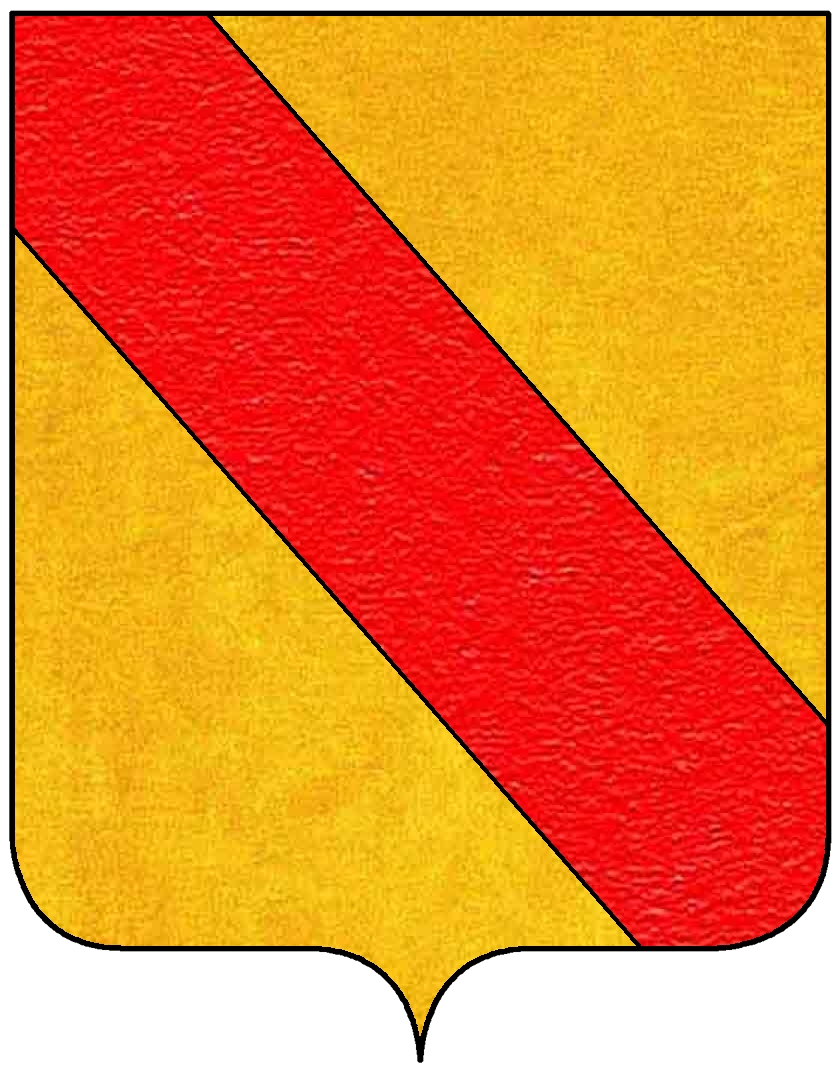
Stemma degli Averoldi

Giulio Antonio Averoldi (Brescia, 6 gennaio 1651 – 5 giugno 1717) è stato uno dei maggiori eruditi bresciani tra fine Seicento ed inizio Settecento.

## Biografia
Appartenente ad una delle più nobili ed antiche famiglie bresciane, sostenitrici del passaggio della provincia bresciana alla repubblica veneta nel 1426, si divise tra la carriera politica e l'attività di letterato. Dopo la laurea in legge all'università di Padova, nel 1673, ricoprì diverse cariche pubbliche. Tra queste, come evidenziato in uno studio dello storico locale Vittorio Nichilo, l'incarico di capitanio di Valle Camonica, una sorta di governatore della vallata. Qui, pur in quello che definì "un volontario essilio tra rupi e monti", mantenne rapporti con diversi intellettuali del luogo tra cui monsignor Fedrigo Fedriga.
Appassionato di archeologia ed antiquaria, il suo museo lapidario costituì parte del museo civico, a partire dal 1828, Giulio Antonio Averoldi sarebbe stato ricordato per la sua opera Le scelte pitture di Brescia additate al forestiere. Questo testo è la prima guida a stampa sulle bellezze artistiche della città, edito ufficialmente nel 1700. In esso l'Averoldi si immagina come guida a due stranieri, illustrando edifici storici e quadri ma anche singole personalità di eruditi, come Fortunato Vinaccesi o pittori come Faustino Bocchi. Un piccolo giallo si nasconde tuttavia sulla data di edizione per questo volume. Averoldi, come scrisse a Ludovico Antonio Muratori, uno dei suoi numerosi corrispondenti, ammise che il testo in realtà uscì tre anni più tardi, nel 1703. Nel 1700 infatti la pianura padana era attraversata dalle armate austriache e francesi impegnate nella guerra di successione spagnola, cosa che aveva impedito l'edizione effettiva nell'anno riportato invece sul libro. Al volume contribuì anche quel padre Pellegrino Orlandi amico sia dell'Averoldi che del Muratori ed autore di un celebre Abecedario pittorico. Buona parte delle produzioni letterarie ed artistiche, come evidenziato sempre dal Nichilo nel suo saggio Ritratto di Giulio Antonio Averoldi, un letterato nella Brescia tra Sei e Settecento (2007), presero forma nella villa di Gussago, ridente paesino nelle vicinanze della città di Brescia, alle porte della Franciacorta.